# Nordjemen i olympiska sommarspelen 1988
Nordjemen deltog vid olympiska sommarspelen 1988 i Seoul, vilket är enda gången som Nordjemen deltog i de olympiska spelen. Efter sammanslagningen med Nordjemen tävlar de som Jemen. De vann ingen medalj under spelen.

Herrarnas 10 000 meter
- Abdulkarim Dawod
  1. Heat — 32:33,04 (→ gick inte vidare, 40:e plats)